# Басейни Ньютона

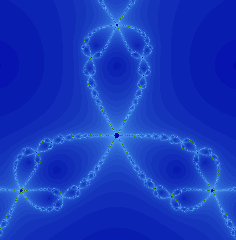
Басейни Ньютона

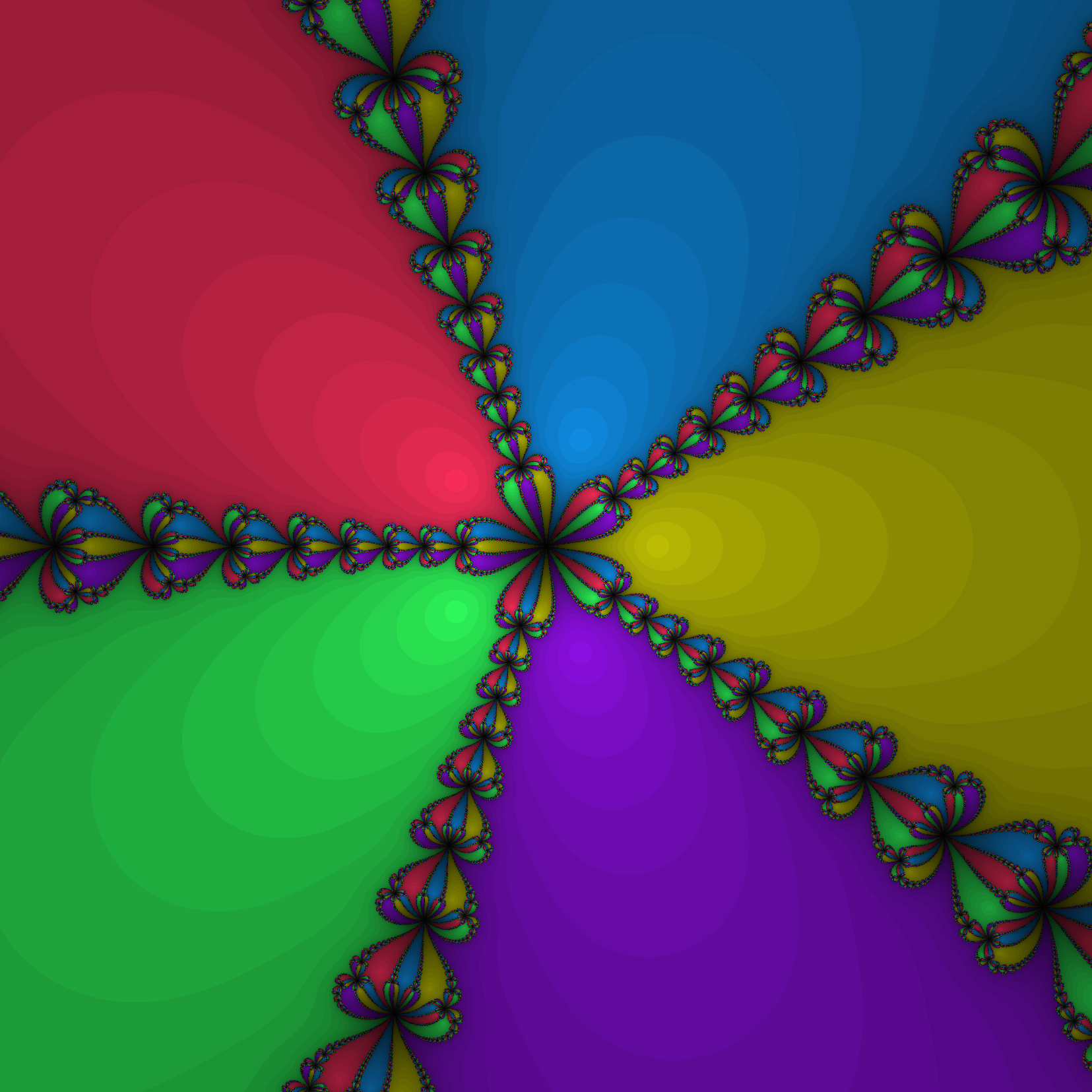
Басейни Ньютона для полінома п'ятого степеня. Різними кольорами зафарбовані області тяжіння для різних коренів. Темніші області відповідають більшому числу ітерацій

Басейни Ньютона, фрактали Ньютона — різновид алгебраїчних фракталів.
Області з фрактальними межами з'являються при наближеному знаходженні коренів нелінійного рівняння алгоритмом Ньютона на комплексній площині (для функції дійсної змінної метод Ньютона часто називають методом дотичних, який, у даному випадку, узагальнюється для комплексної площини).
Застосуємо метод Ньютона для знаходження нуля функції комплексного змінного, використовуючи процедуру:
{\displaystyle z_{n+1}=z_{n}-{\frac {f(z_{n})}{f'(z_{n})}}.}
Вибір початкового наближення {\displaystyle z_{0}} представляє особливий інтерес. Оскільки функція може мати декілька нулів, в різних випадках метод може сходитися до різних значень. Проте, що за області забезпечать збіжність до того або іншого кореня?

## Історія
Це питання зацікавило Артура Келі ще в 1879 році, проте вирішити його змогли лише в 1970-х роках ХХ століття з появою обчислювальної техніки. Виявилось, що на перетинах цих областей (їх прийнято називати областями тяжіння) утворюються так звані фрактали — нескінченні самоподібні геометричні фігури.
З огляду на те, що Ньютон застосовував свій метод виключно до поліномів, фрактали, утворені в результаті такого застосування, набули назви фракталів Ньютона або басейнів Ньютона.

## Три корені
Розглянемо рівняння:
{\displaystyle p(z)=0}, {\displaystyle p(z)=z^{3}-1}
Воно має три корені. При виборі різних {\displaystyle z_{0}} процес буде сходиться до різних коренів (областей тяжіння). Артур Келі поставив завдання опису цих областей, межі яких, як виявилося, мають фрактальну структуру.

## Краса Ньютонівських фракталів

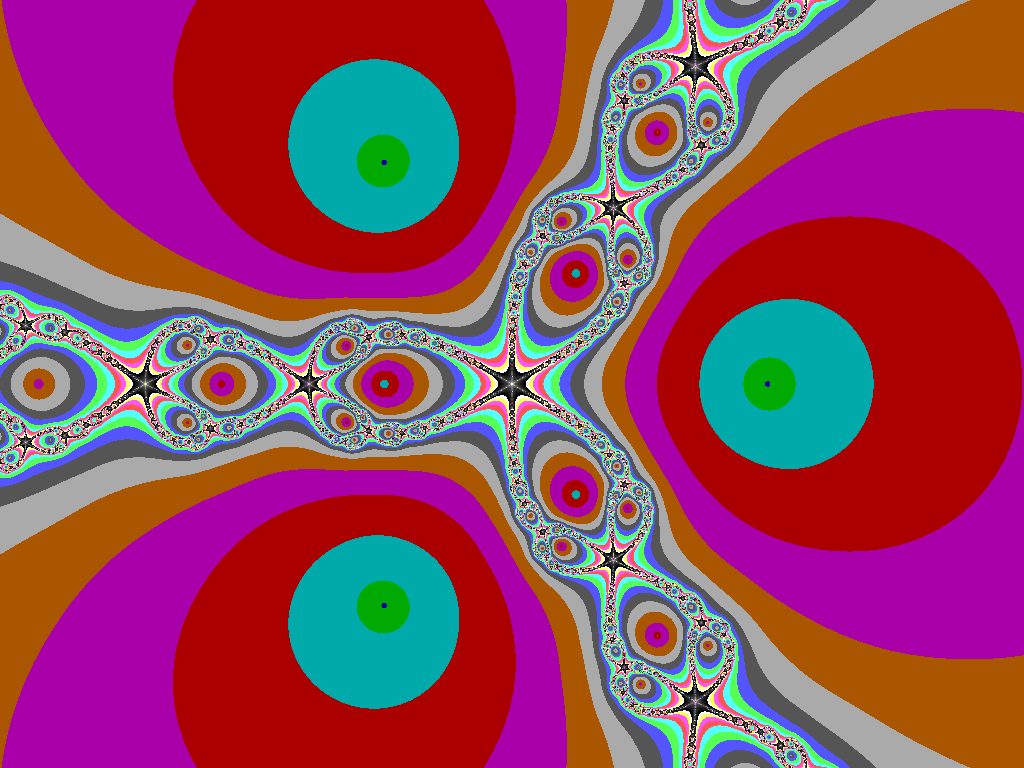
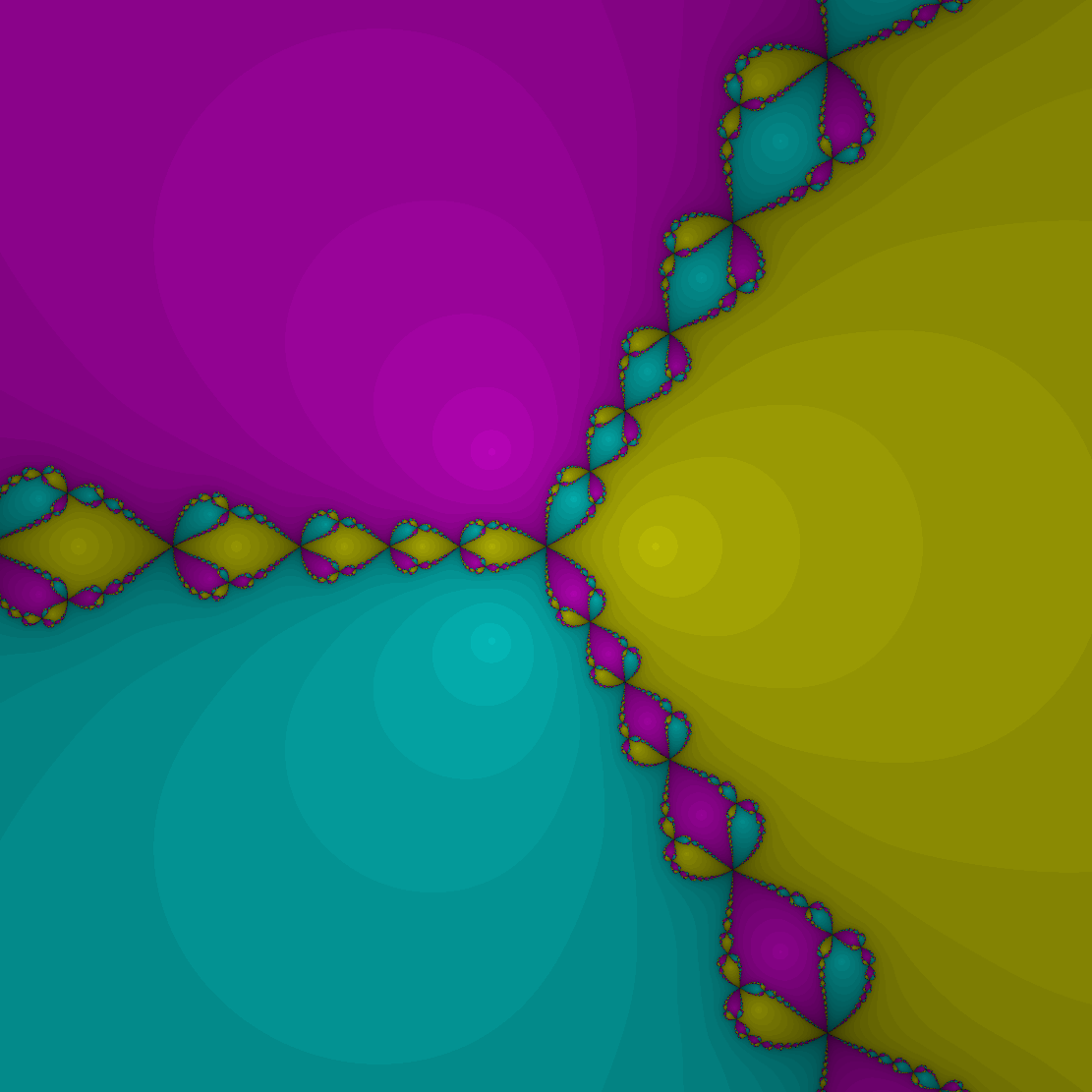
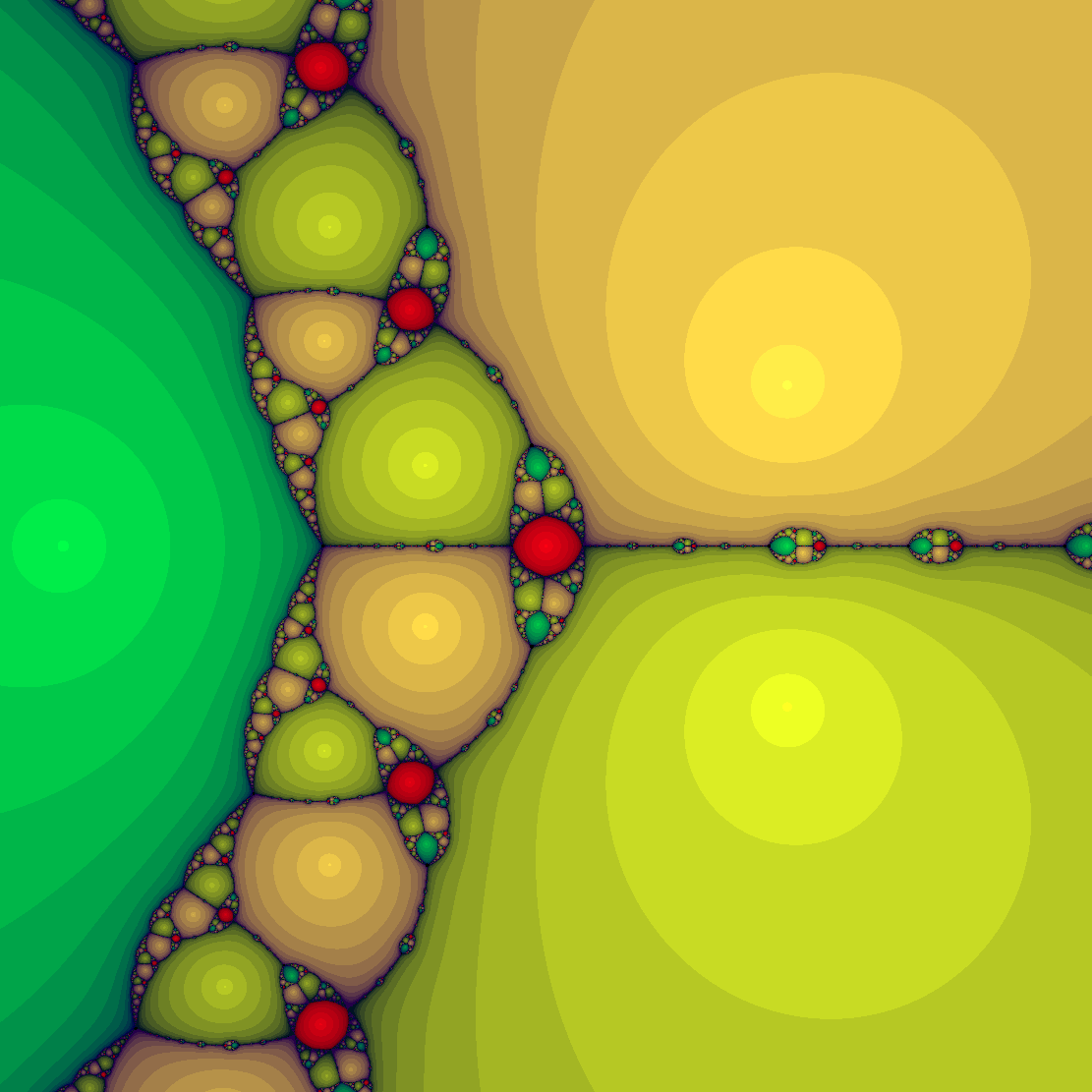
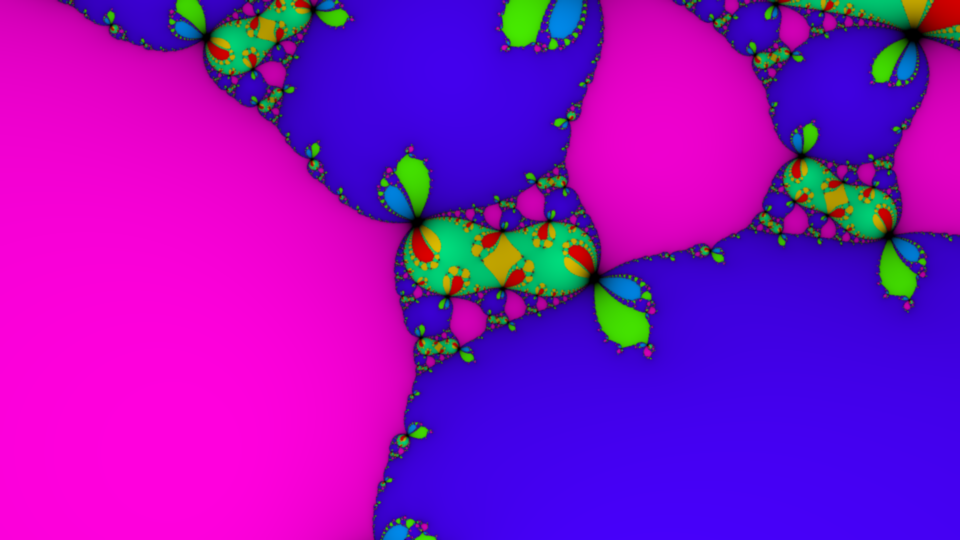
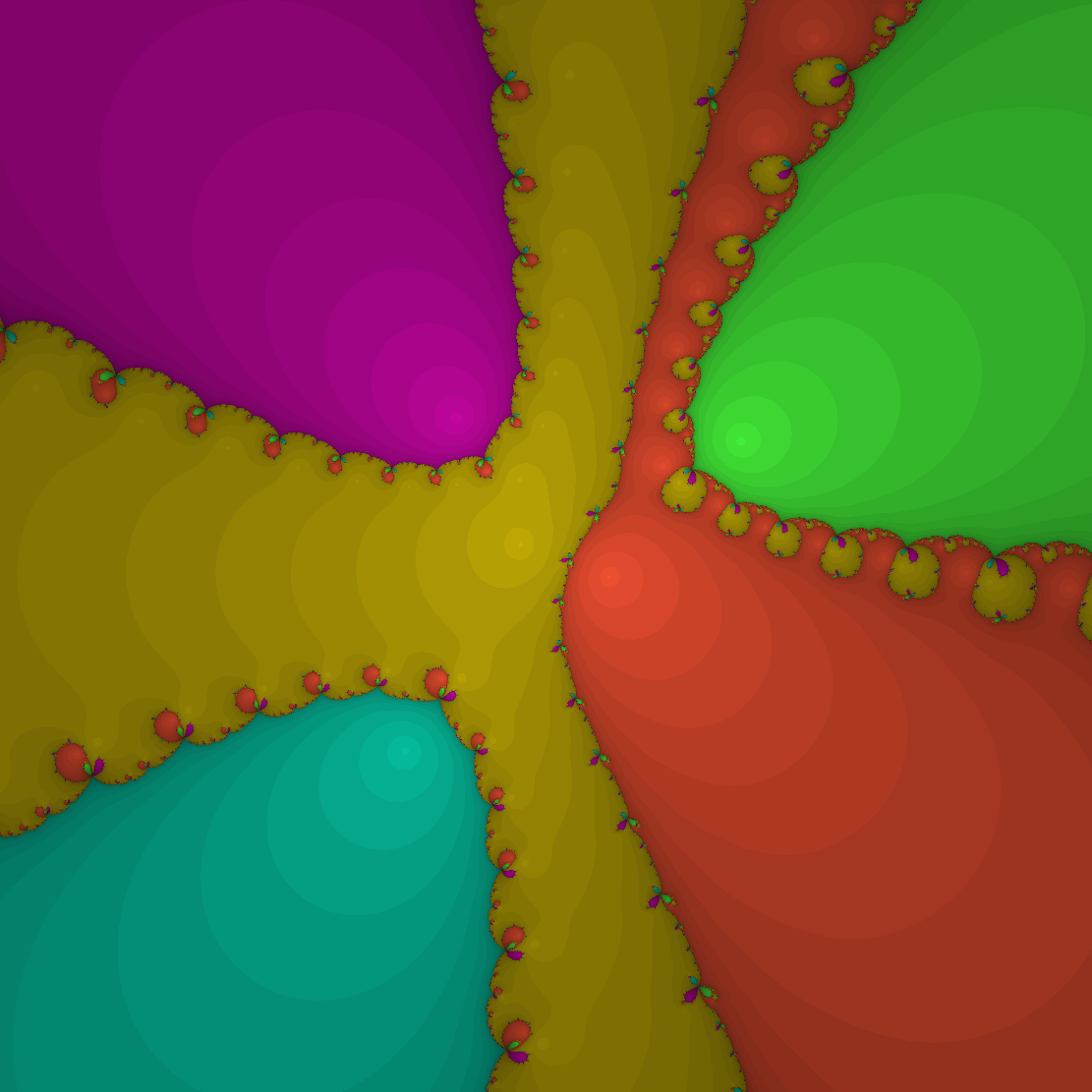
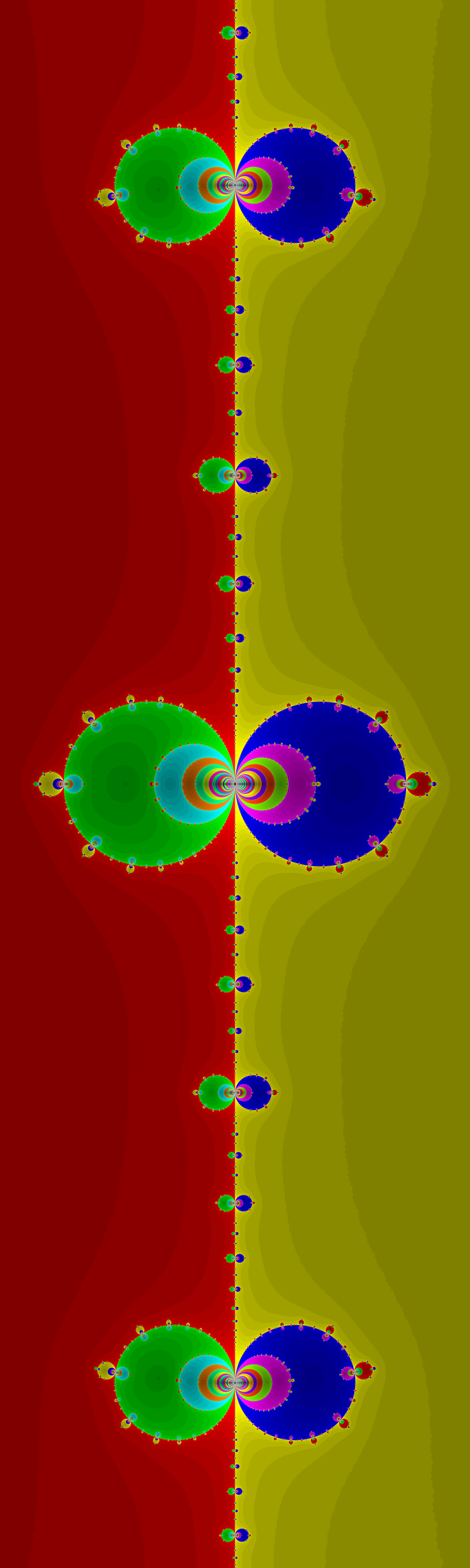
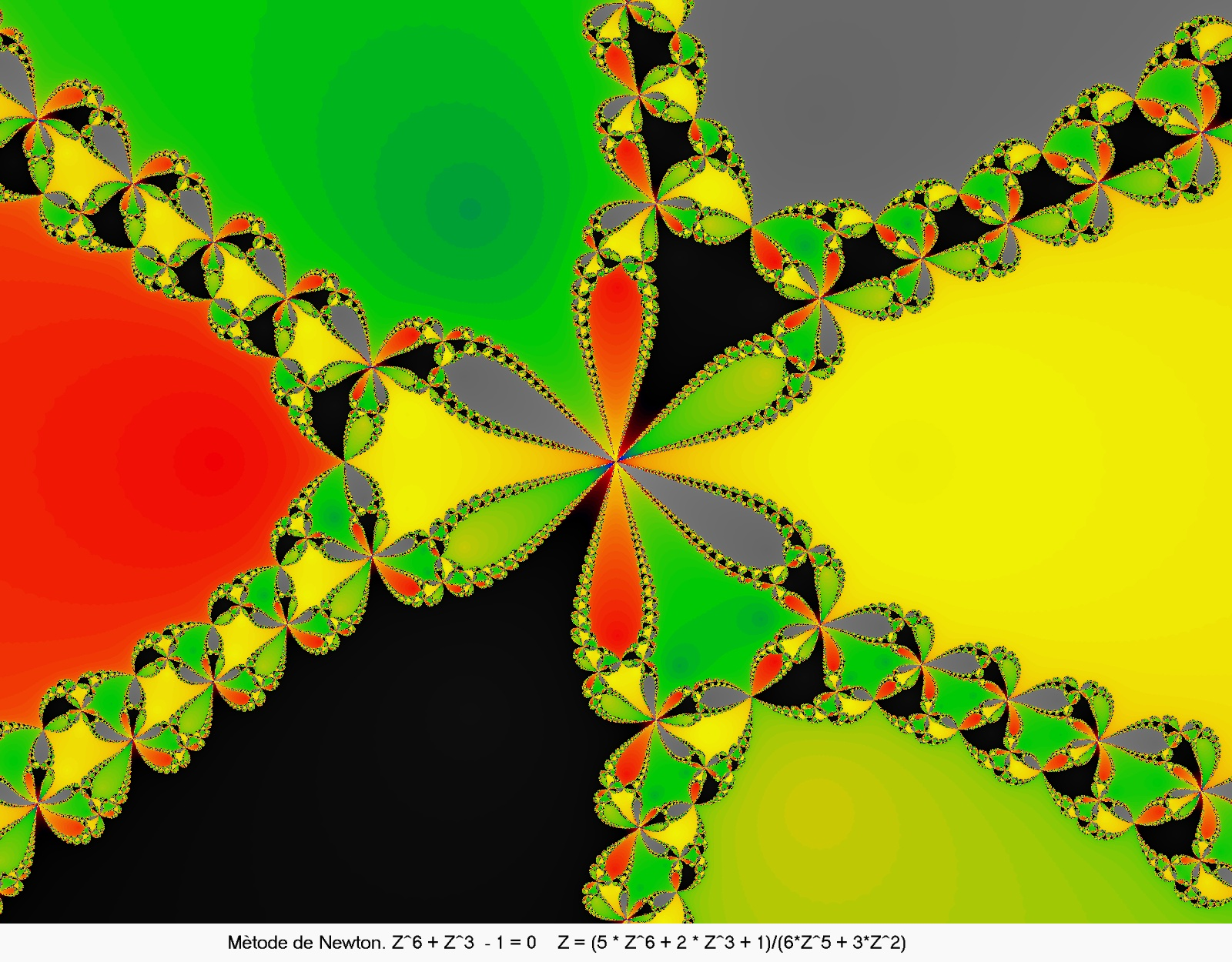
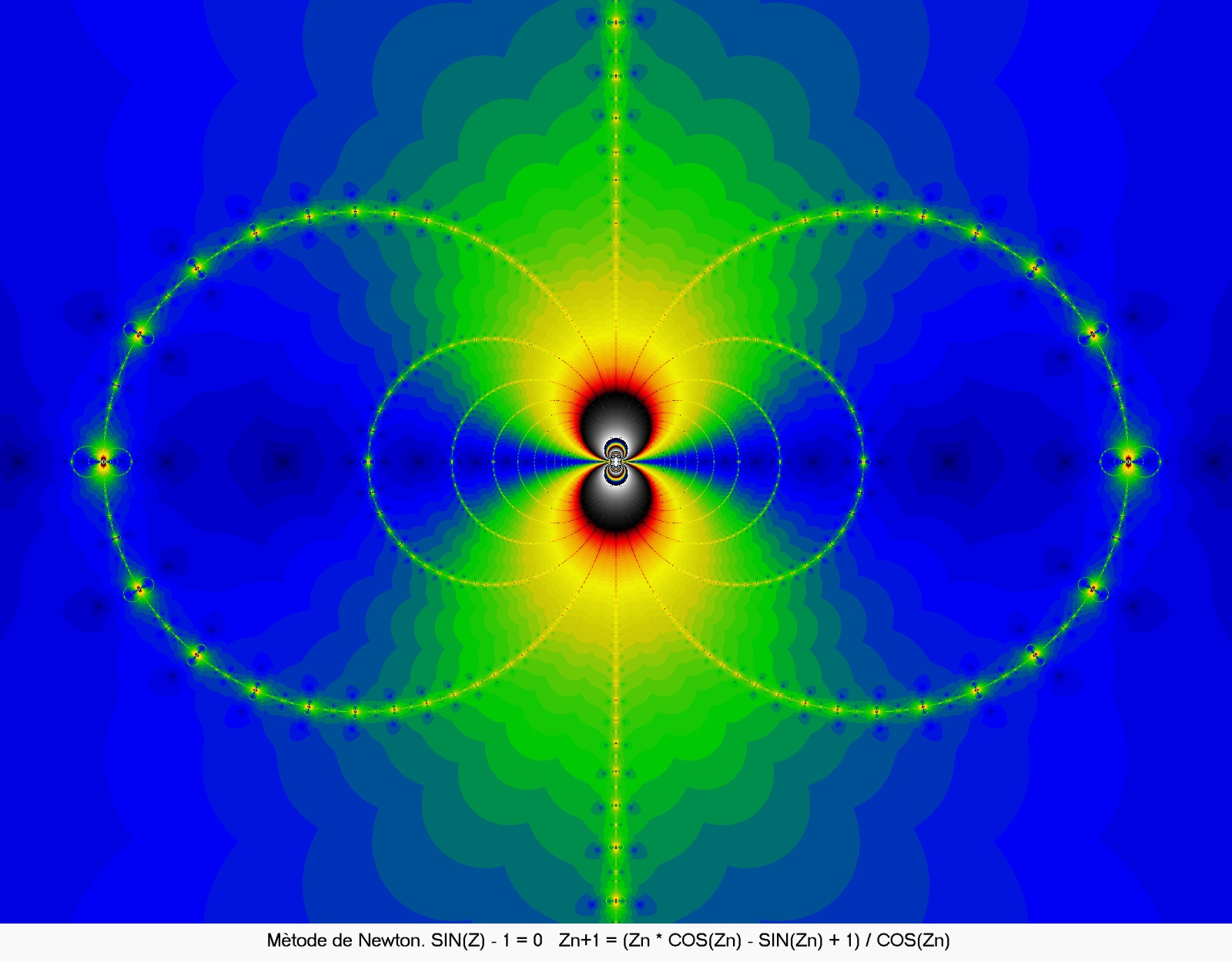
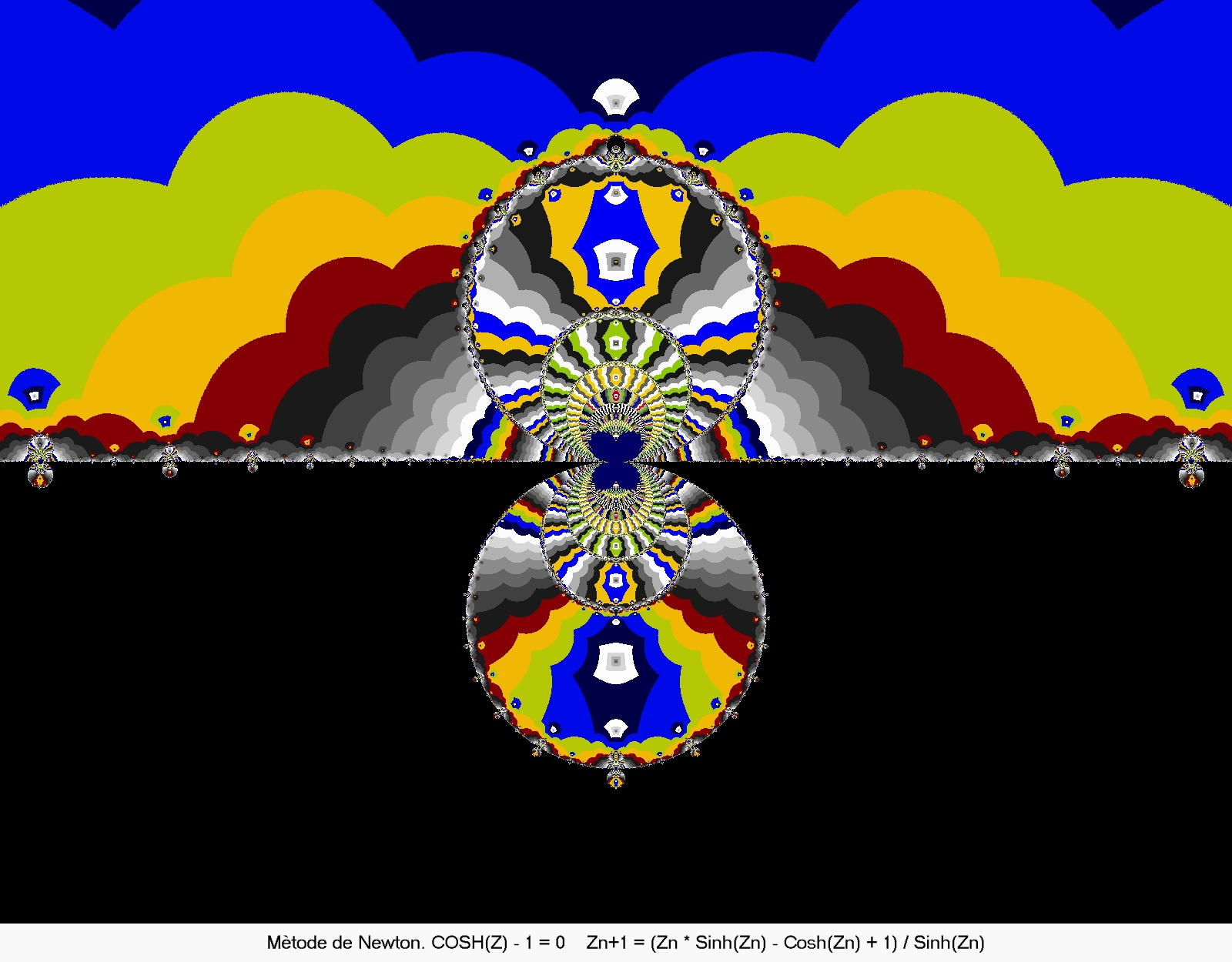

## Побудова
За наступною формулою:
{\displaystyle z_{i+1}=z_{i}-{\frac {p(z_{i})}{p'(z_{i})}}=z_{i}-{\frac {z_{i}^{3}-1}{3\,z_{i}^{2}}}}